# Nodo Corona
Il nodo Corona o anche conosciuto con il nome di triplice corona o triplice corona con doppino è un nodo usato sia nella nautica che nell'alpinismo. Crea due colli fissi o due gasse, che però potrebbero sciogliersi in caso di forte caduta e di perdita dell'ancoraggio su di uno dei due colli. Per questo è stato proposto il nodo Corona rinforzato.

## Usi

### Nautica
- Può servire per creare due colli fissi come il Nodo Margherita delle navi da guerra e la Gassa spagnola

### Alpinisimo
- Può servire per creare due ancoraggi fissi, ma sotto forte stress e trazione in mancanza di uno dei due ancoraggi, potrebbe sciogliersi la gassa libera dell'ancoraggio. Per evitare questo inconveniente è stata proposta una variante del nodo, chiamata Nodo Corona rinforzato[1].

## Esecuzione
Il nodo è abbastanza semplice da fare: 
1. si formano due orecchie con una cima
2. il resto della cima si fa passare a doppino nelle due orecchie appena create
3. la seconda orecchia abbraccia sia il doppino creato dalla cima che la prima orecchia
4. la prima orecchia rientra dentro la seconda
5. si assucca il nodo e si ripulisce.